# OllyDbg
OllyDbg est un débogueur 32-bits (une version 64-bits pourrait voir le jour) gratuit, créé par Oleh Yuschuk à la fin de l'année 2000, pour le système d'exploitation Windows de Microsoft. Ce logiciel ne peut analyser et déboguer que les programmes 32-bits répondant à la norme Portable Executable.
Ce débogueur est doté d'un module de désassemblage récursif avec une analyse du code désassemblé a contrario de débogueurs qui utilisent un module de désassemblage à balayage statique où le code assembleur est désassemblé sans que le contexte de ce dernier soit analysé.
Ce module de désassemblage supporte toutes les instructions des processeurs x86, Pentium, FPU, MMX, 3DNow!, ainsi que les extensions pour processeurs Athlon, les instructions SSE et les formats de données correspondant à ces dernières. Depuis la version 2.0, toutes les extensions SSE sont supportées, à l'exception de SSE5.
OllyDbg dispose de manière basique des fonctionnalités couramment vues sur les autres débogueurs telles que l'exécution en pas-à-pas, la pose de points d'arrêt (Breakpoints) conditionnels ou non, le traçage de code, la surveillance ou la modification d'objets divers (mémoire, registres, code, etc.).
Les fonctionnalités d'OllyDbg peuvent être étendues grâce à un système de plugins.
Des utilisateurs ont traduit l'interface et la documentation en français.

## Fenêtre principale

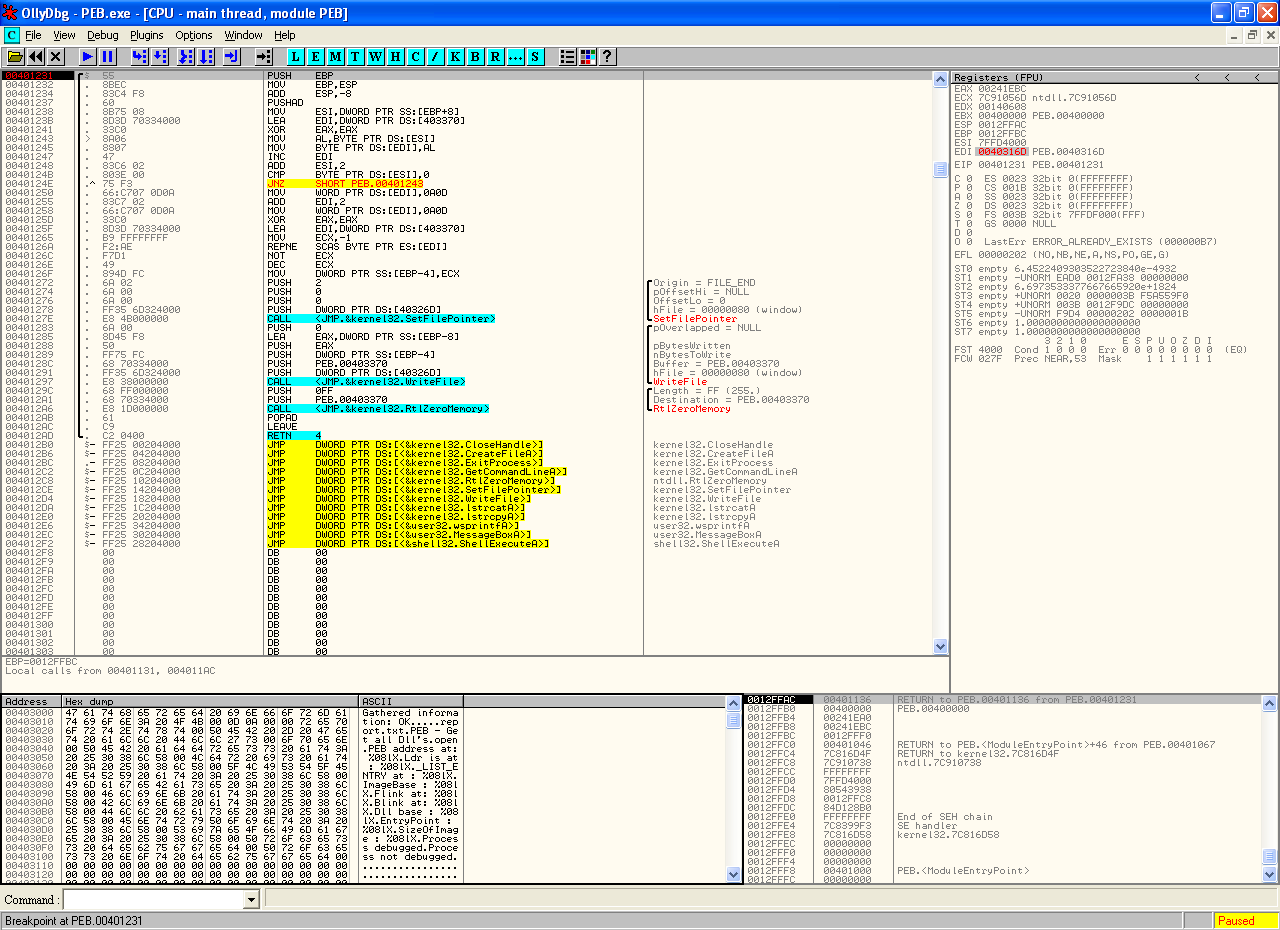
Capture d'écran d'OllyDbg

La fenêtre principale d'OllyDbg se décompose en 4 parties majeures, respectivement de haut en bas et de gauche à droite :
- la fenêtre de code avec de gauche à droite : adresses, opcodes, code désassemblé, commentaires et indications ;
- la fenêtre des registres avec de haut en bas : registres entier, EFLAGS et segments, FPU, contrôle et statut FPU ;
- la fenêtre dite de dump permettant un accès visuel et aisé à la mémoire — généralement les données —  d'un processus ;
- la fenêtre de pile (stack).

## Versions et copyright
La version stable actuelle d’OllyDbg est la version 2.0.1, disponible en version finale depuis le 27 septembre 2013 (la version alpha était disponible depuis le 20 novembre 2010, la version bêta depuis le 18 août 2012).
L’application a été réécrite en totalité pour sa version 2.
Les précédentes versions stables d’OllyDbg sont les versions 1.10 (disponible depuis le 11 juin 2004) et 2.0 (disponible depuis le 4 juin 2010).
La licence d’OllyDbg fait explicitement mention que ce programme est un shareware mais ceci uniquement pour des raisons de droits d’auteur.
L’utilisation du programme reste libre et aucune contribution monétaire ni aucun enregistrement ne sont demandés pour son emploi.